# جوا گومز جونیور
جوا گومز جونیور (انگلیسی: João Gomes Júnior؛ زادهٔ ۲۱ ژانویهٔ ۱۹۸۶) ورزشکار ورزش شنا اهل برزیل است.
وی در مسابقات کشوری و بین‌المللی در مجموع برندهٔ ۳ مدال طلا، ۴ مدال نقره و ۴ مدال برنز شده‌است.